# خسرو هرندی
خسرو هرندی (زادهٔ ۲۰ شهریور ۱۳۲۹- درگذشته ۱۷ دی ۱۳۹۷) شطرنج‌باز، مربی شطرنج، اولین استاد بین‌المللی شطرنج ایرانی و قهرمان شطرنج ایران بود. وی همچنین در سال‌های ۱۳۴۸ و ۱۳۵۰ به ترتیب قهرمان جوانان کشور و قهرمان کشور شده بود.

## زندگی‌نامه
هرندی شطرنج را در ۱۴ سالگی یادگرفت؛ و به سرعت پیشرفت کرد. در مسابقات ۱۳۵۴ غرب آسیا به مقام استاد بین‌المللی نائل آمد و در اوج قدرت و استعداد به دلیل متوقف شدن فعالیت‌های شطرنج پس از انقلاب از کسب عنوان استاد بزرگی محروم شد. بعد از انقلاب با تشکیل فدراسیون شطرنج به عنوان مربی با فدراسیون همکاری کرد و سرمربی تیم‌های ملی شطرنج بود.
وی در سال ۱۹۷۵ اولین ایرانی شد که عنوان استاد بین‌المللی شطرنج را دریافت کرد و سه بار در سال‌های ۱۳۵۰، ۱۳۵۶ و ۱۳۶۹ قهرمان شطرنج ایران شد. دوران اوج شطرنج او همزمان با ممنوعیت شطرنج در ایران در دهه ۱۳۶۰ شد. هرندی سال‌ها مربی تیم ملی شطرنج ایران بود و در سال ۲۰۰۹ درجهٔ مربی ارشد فیده را دریافت کرد. وی همچنان در ۶۰ سالگی یک شطرنج‌باز فعال و در سپتامبر ۲۰۱۰ با ریتینگ ۲۳۷۷ دوازدهمین شطرنج‌باز برتر ایران بود. وی در تاریخ ۱۷ دی ۱۳۹۷ در سن ۶۸ سالگی درگذشت.

## رقابت‌های بین‌المللی
هرندی در ۵ دورهٔ المپیاد شطرنج در ترکیب تیم ملی ایران قرار داشت و در تمام دوره‌ها رتبهٔ انفرادی وی بسیار بهتر از رتبهٔ تیمی ایران بوده است. بهترین نتیجهٔ او در المپیاد ۱۹۷۲ بود که مقام سیزدهم میز نخست را به دست آورد:
- ۱۹۷۰ زیگن بر روی میز یک (+۶ –۳ =۱۰)
- ۱۹۷۲ اسکوپیه بر روی میز یک (+۸ –۳ =۱۱)
- ۱۹۷۴ نیس بر روی میز یک (+۱۰ –۶ =۴)
- ۱۹۷۶ حیفا بر روی میز دو (+۵ –۳ =۵)
- ۱۹۹۰ بر روی میز یک (+۴ –۳ =۶)

او همچنین در قهرمانی شطرنج تیمی دانشجویان جهان ۱۹۷۲ در گراتس بر روی میز یک در ترکیب تیم ایران بود و رکورد (+۶ –۳ =۳) را به جا گذاشت.
هرندی دو بار در سال‌های ۱۹۷۵ و ۱۹۷۸ قهرمان تورنمنت‌های منطقه‌ای انتخابی قهرمانی جهان فیده در تهران شد و ۳ بار در تورنمنت‌های بین‌منطقه‌ای فیده شرکت داشت.
هرندی در سال ۲۰۱۰ در اولین دورهٔ قهرمانی شطرنج پیشکسوتان آسیا به قهرمانی رسید.